# (125076) Michelmayor
(125076) Michelmayor est un astéroïde de la ceinture principale.

## Description
(125076) Michelmayor est un astéroïde de la ceinture principale. Il fut découvert le 19 octobre 2001 par l'astronome suisse Michel Ory. Il présente une orbite caractérisée par un demi-grand axe de 2,3351667 UA, une excentricité de 0,1469417 et une inclinaison de 8,13508° par rapport à l'écliptique.
Cet astéroïde a été donné en l'honneur de Michel Mayor (né en 1942), astrophysicien suisse à l'Université de Genève. En 1995, avec Didier Queloz, il découvrit la première planète extrasolaire en orbite autour d'une étoile de la séquence principale, 51 Peg b, une géante gazeuse dont la masse est la moitié de celle de Jupiter et d'une période orbitale de seulement 4,2 jours.